# Super Spy Hunter
Super Spy Hunter (Battle Formula au Japon) est un jeu vidéo de combat motorisé développé et édité par Sunsoft, sorti en 1991 sur NES.

## Accueil
- Electronic Gaming Monthly : 30/40[1]